# Thomas Stevenson
Thomas Stevenson (Edimburgo, 22 luglio 1818 – Edimburgo, 8 maggio 1887) è stato un ingegnere britannico (scozzese).
Fu il progettista di oltre trenta fari e inventore della capannina meteorologica, detta anche "schermo di Stevenson".

## Biografia
Thomas era figlio minore dell'ingegnere civile Robert Stevenson (1772 – 1850), anch'esso progettista di numerosi fari, e fratello degli ingegneri Alan e David Stevenson. Tra il 1854 ed il 1886 Thomas Stevenson progettò diversi fari, dapprima insieme a suo fratello David e poi con il figlio di questi, David Alan Stevenson.
Sposato con Margaret Balfour, fu padre dello scrittore Robert Louis Stevenson.

## Fari progettati da Thomas Stevenson
- Muckle Flugga[1] (1854)
- Daavar[2] (1854)
- Douglas Head[3] (1857)
- Bressay[4] (1858)
- Cantick Head[5] (1858)
- Butt of Lewis[6] (1862)
- Monach (o "Shillay")[7] (1864)
- Auskerry[8] (1866)
- Chicken Rock[9] (1875)
- Ailsa Craig[10] (1886)